# Louis Saalschütz
Louis Saalschütz (Königsberg, 1 de dezembro de 1835 — Königsberg, 25 de maio de 1913) foi um matemático alemão.
Filho do arqueólogo Joseph Levin Saalschütz, estudou matemática e física de 1854 a 1860 na Universidade de Königsberg, onde foi aluno de Friedrich Julius Richelot.

## Obras
- Vorlesungen über die Bernoullischen Zahlen, ihren Zusammenhang mit den Secanten-Coefficienten und ihre wichtigeren Anwendungen. Julius Springer, Berlim 1893